# Општина Бучердеа-Граноаса (Алба)
Бучердеа-Граноаса (рум. Bucerdea-Grânoasă) општина је у Румунији у округу Алба.
Oпштина се налази на надморској висини од 331 m.

## Становништво

### Хронологија
| Година       | 2006 | 2007 | 2008 | 2009 | 2010 | 2011 | 2012 | 2013 | 2014 | 2015 | 2016 | 2017 |
| ------------ | ---- | ---- | ---- | ---- | ---- | ---- | ---- | ---- | ---- | ---- | ---- | ---- |
| Становништво | 2368 | 2415 | 2404 | 2402 | 2418 | 2413 | 2407 | 2430 | 2420 | 2425 | 2398 | 2357 |